# Acaenacis
Acaenacis is een geslacht van vliesvleugeligen uit de familie Pteromalidae. De wetenschappelijke naam van dit geslacht is voor het eerst geldig gepubliceerd in 1917 door Girault.

## Soorten
Het geslacht Acaenacis omvat de volgende soorten:
- Acaenacis agrili (Rohwer, 1919)
- Acaenacis lausus (Walker, 1847)
- Acaenacis taciti (Girault, 1917)